# Pla de l'Óssol
El pla de l'Óssol és un pla del terme municipal de Granera, al Moianès.

El Pla de l'Óssol, respecte del terme de Granera

És a la zona central-meridional del terme, al sud-oest de la masia de l'Óssol. És a llevant de l'extrem nord del Serrat del Clapers, al sud-est de la masia de Coronell i al nord-oest de les de la Païssa i el Clapers. Pren el seu nom de la masia L'Óssol.